# 虎山水库
虎山水库是中国河南省南阳市唐河县境内的一座水库，位于丑河上，建于1972年。水库正常库容为4335万立方米，集雨面积为199平方千米，海拔为138.7米。2003年11月13日，水库除险加固工程开工，于2004年12月10日完工。